# Оторма
Оторма — река в России, протекает по Земетчинскому району Пензенской области. Фактически является левым притоком реки Выша (в некоторых источниках указывается, что Оторма является притоком Раевки).
Название, вероятно, происходит от булгарского слова «пасека».

## География
Река Оторма берёт начало в лесу в болоте Клюково. Течёт в западном направлении через населённые пункты Колударово и Оторма. Устье реки находится юго-западнее села Вяземка. Длина реки составляет 27 км, площадь водосборного бассейна — 108 км².

## Данные водного реестра
По данным государственного водного реестра России относится к Окскому бассейновому округу, водохозяйственный участок реки — Цна от города Тамбов и до устья, речной подбассейн реки — Мокша. Речной бассейн реки — Ока.
Код объекта в государственном водном реестре — 09010200312110000029836.